# Хекордзи
Хекордзи (груз. ხეკორძი) — село в Грузии, на территории Мцхетского муниципалитета края (мхаре) Мцхета-Мтианети.

## География
Село находится в центральной части Грузии, в пределах долины реки Хекордзулы, на расстоянии приблизительно 12 километров (по прямой) к западо-юго-западу от города Мцхета, административного центра края и муниципалитета. Абсолютная высота — 698 метров над уровнем моря.

## Население
По результатам официальной переписи населения 2014 года в Хекордзи проживало 16 человек (8 мужчин и 8 женщин). В национальной структуре населения грузины составляли 100 %.
| Год  | Население, человек |
| ---- | ------------------ |
| 2002 | 25                 |
| 2014 | ↘ 16               |